# Gusak
Gusak (cyr. Гусак) – wieś w Bośni i Hercegowinie, w Republice Serbskiej, w gminie Prnjavor. W 2013 roku liczyła 179 mieszkańców.